# Wu Yu
Wu Yu (n. 13 ianuarie 1995) este o boxeră ce a reprezentat Republica Populară Chineză, medaliată olimpică. A participat la o ediție a Jocurilor Olimpice (2024) în care a câștigat o medalie de aur.

## Participări
Lista de mai jos prezintă principalele competiții la care a participat Wu Yu de-a lungul carierei.
- Box la Jocurile Olimpice de Vară din 2024 – categoria muscă (feminin)